# Anaxyrus mexicanus
Anaxyrus mexicanus är en groddjursart som först beskrevs av Brocchi 1879.  Anaxyrus mexicanus ingår i släktet Anaxyrus och familjen paddor. IUCN kategoriserar arten globalt som nära hotad. Inga underarter finns listade i Catalogue of Life.